# Dialetti bulgari

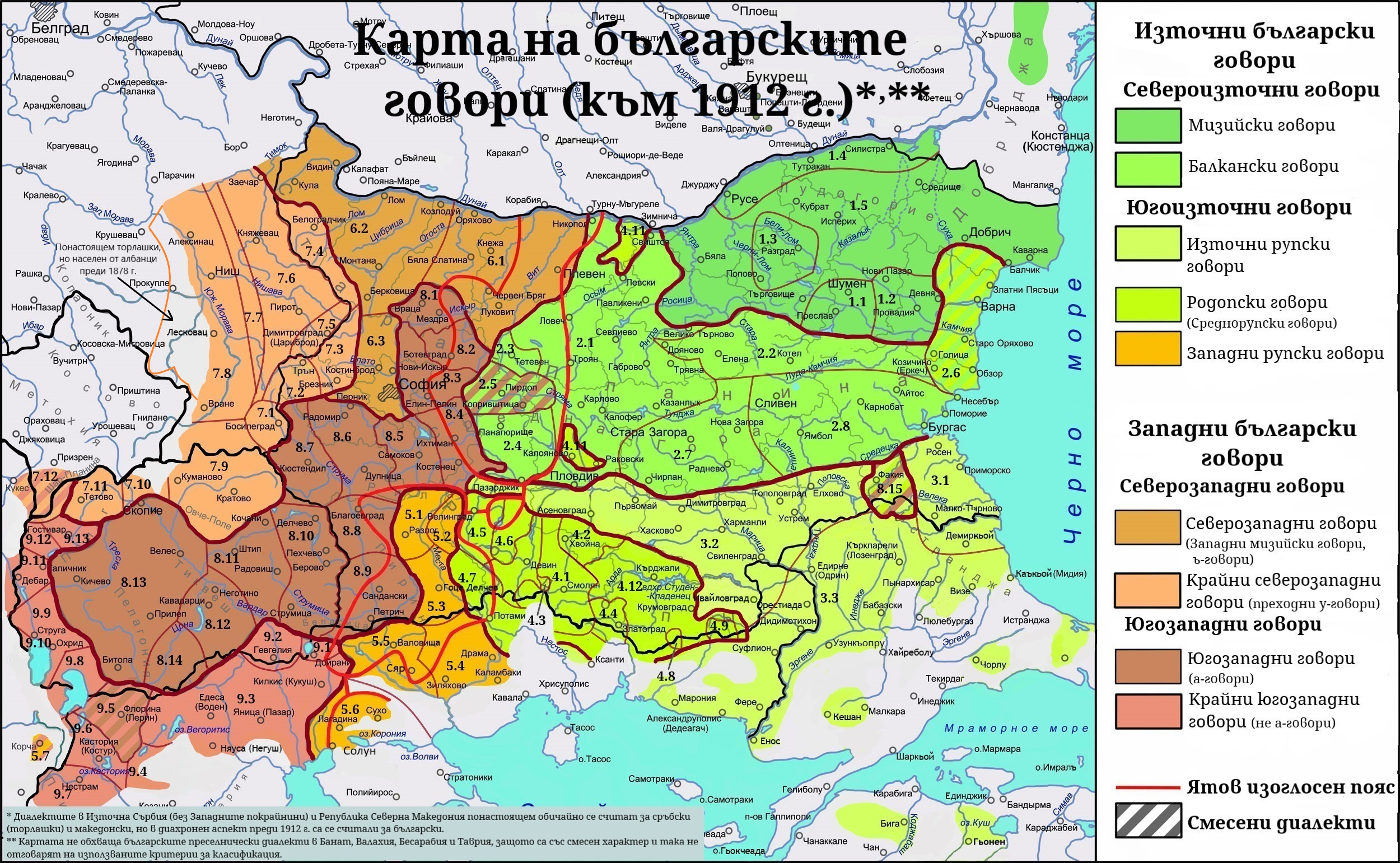
Mappa dei dialetti bulgari del 1912.

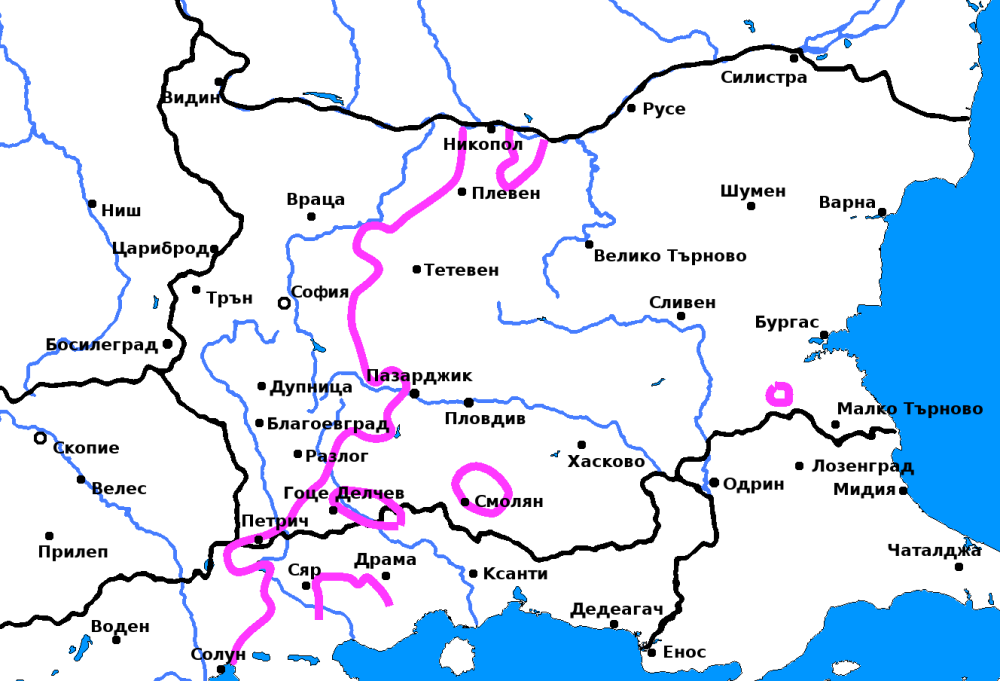
Il confine jat - la più importante isoglossa dialettale bulgara

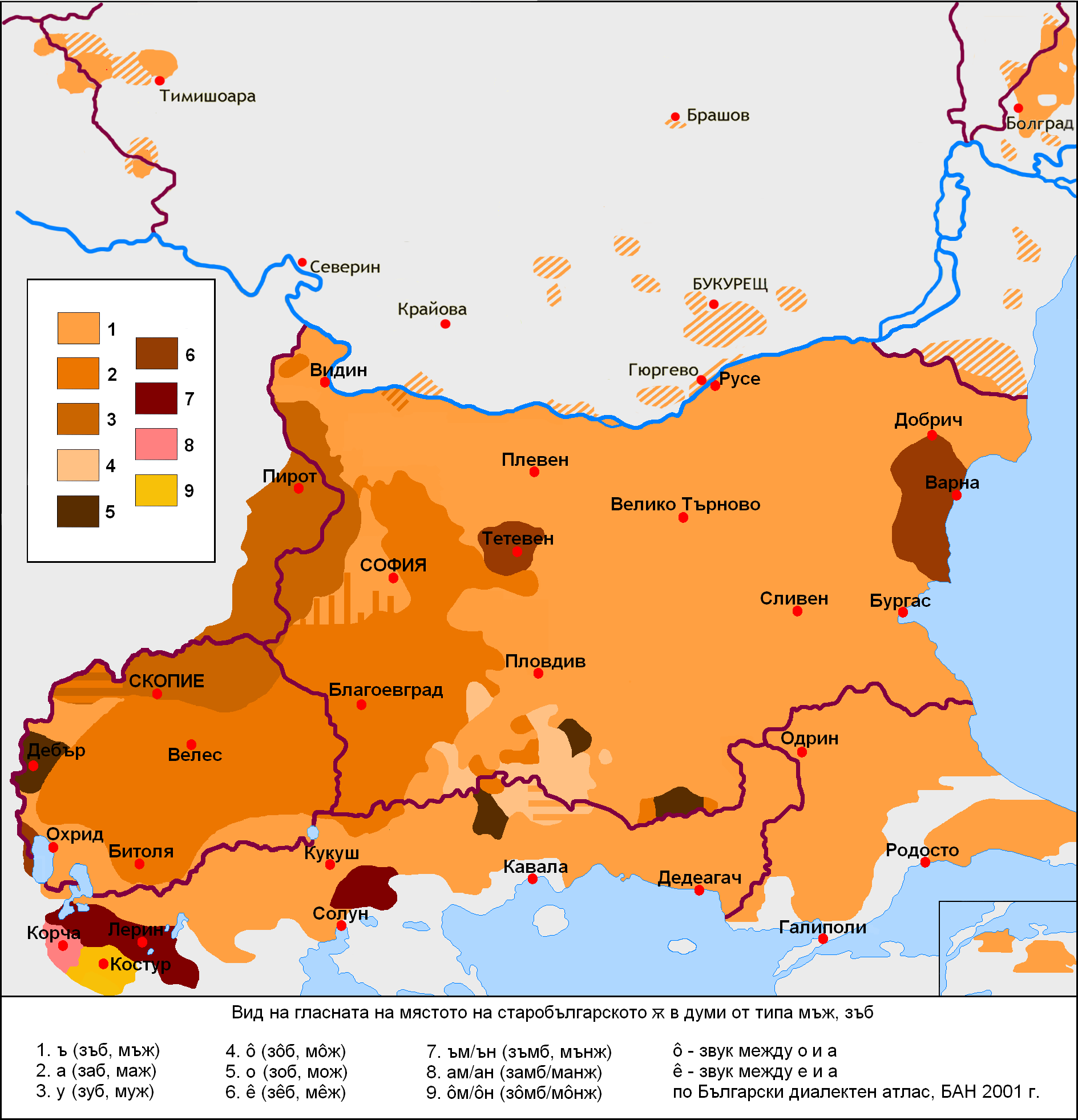
Mappa dei sostenitori della grande ious (ѫ) – l'isoglossa della lingua bulgara.

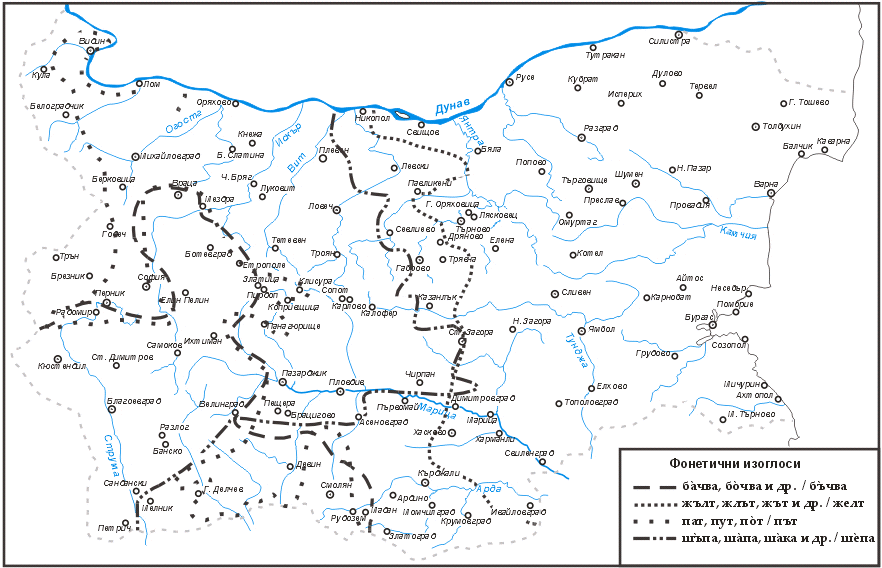
Isoglosse fonetiche

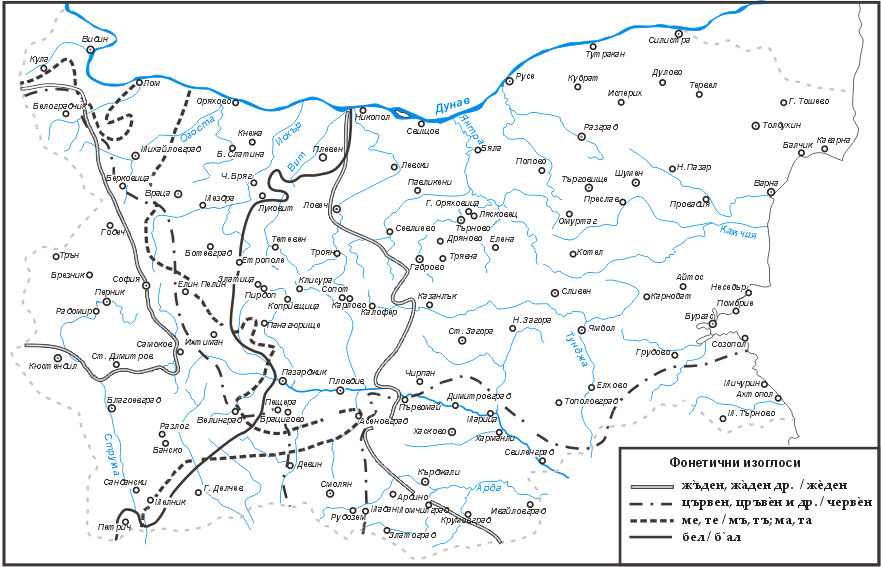
Isoglosse fonetiche

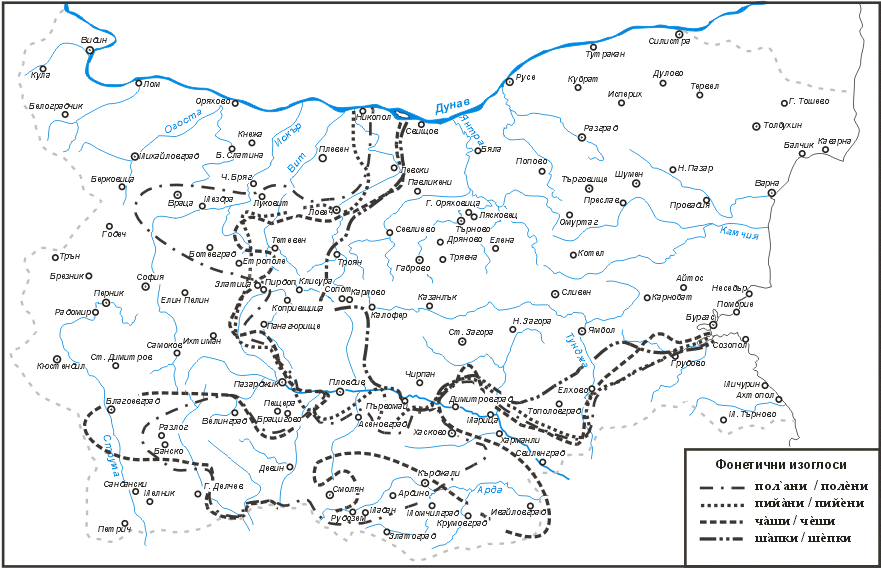
Isoglosse fonetiche

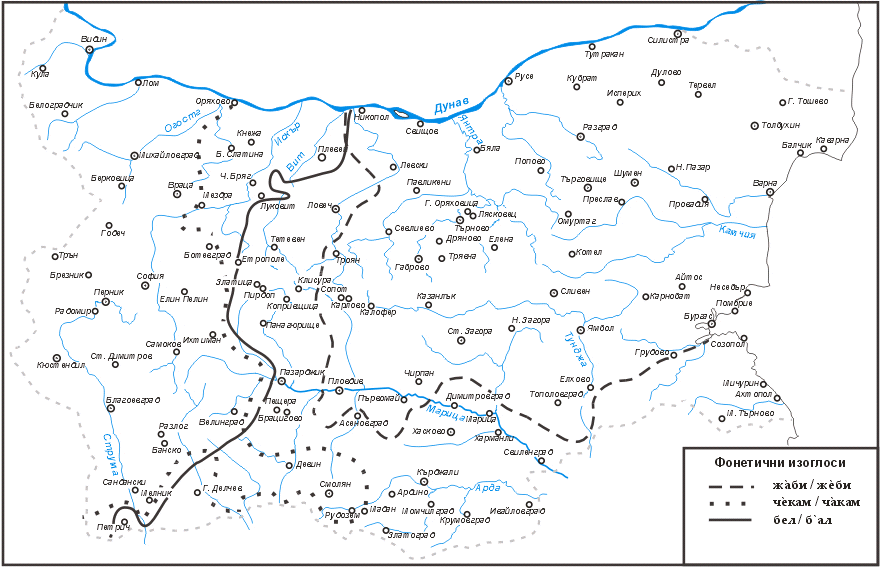
Isoglosse fonetiche

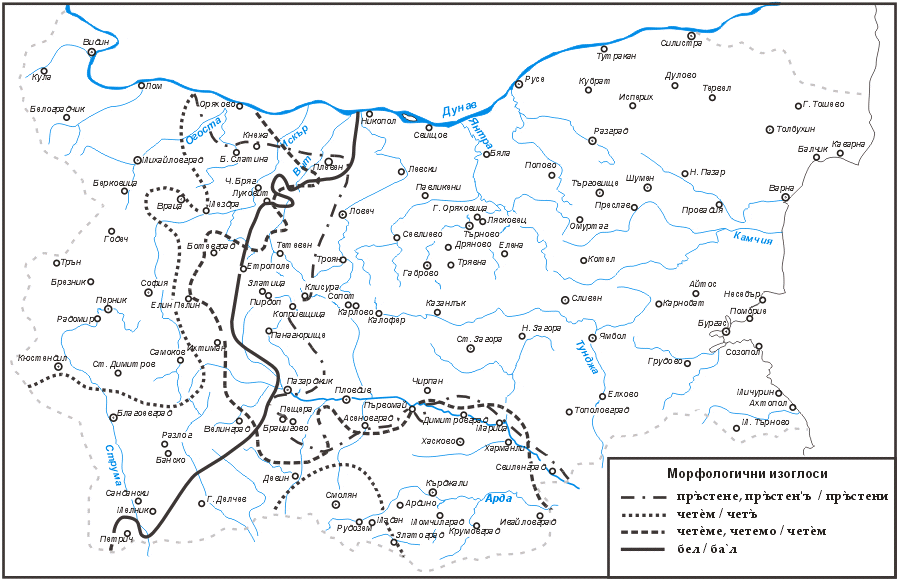
Isoglosse morfologiche

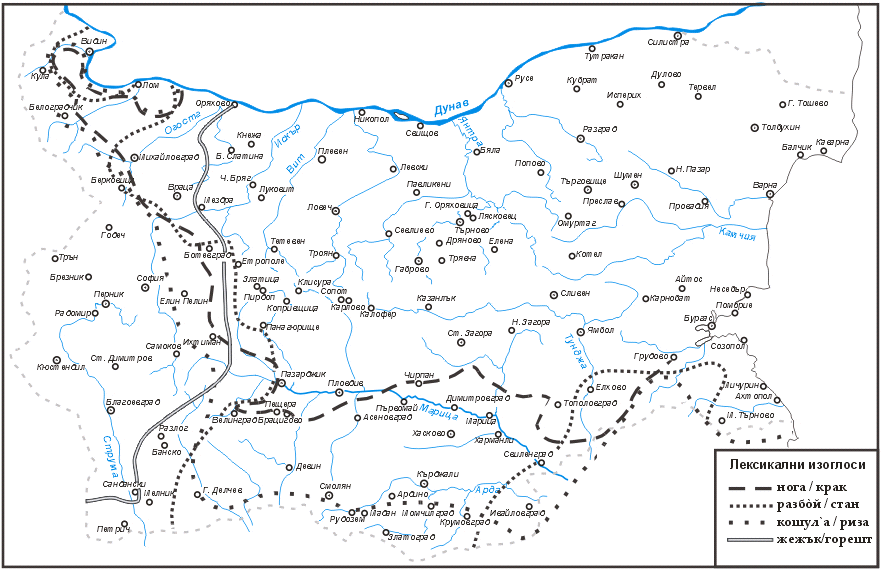
Isoglosse lessicali

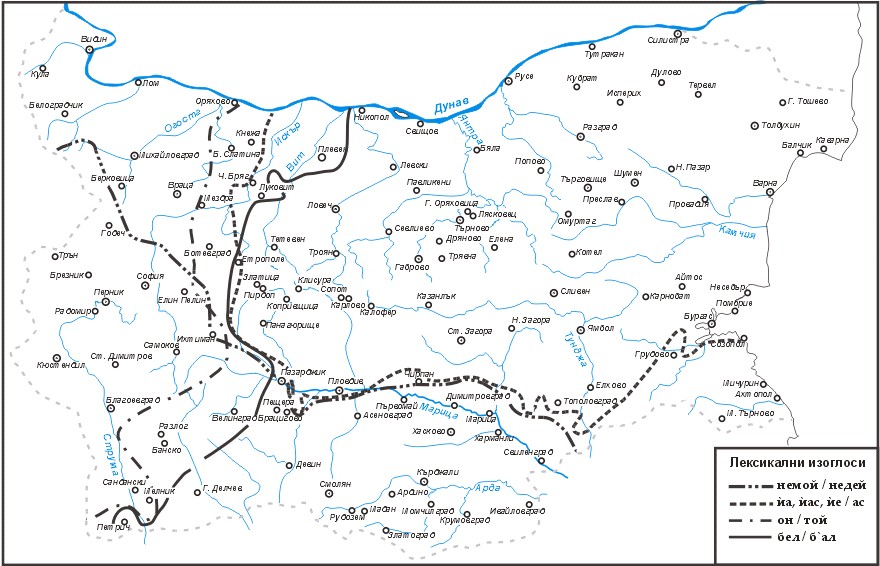
Isoglosse lessicali

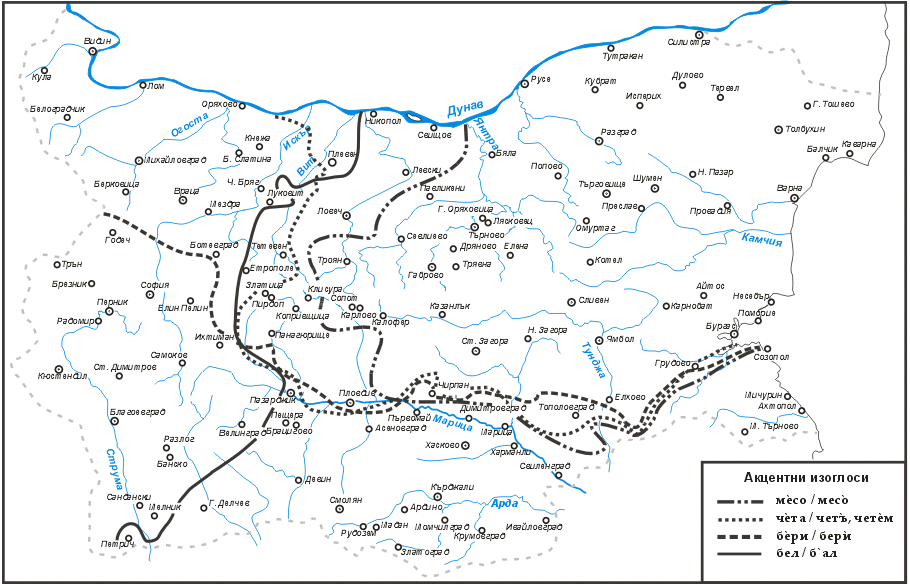
Isoglosse di accento

I dialetti bulgari (in bulgaro: Български диалекти) sono le varietà parlate regionali della lingua bulgara. La dialettologia bulgara come scienza che studia i dialetti bulgari risale al 1835, l'anno un cui uscì l'opera pionieristica di Neofit Rilski "Grammatica bulgara". Altri famosi ricercatori in questo campo furono Marin Drinov, Konstantin Jireček, Ljubomir Miletič, Alexandăr Teodorov-Balan e Stojko Stojkov.
I dialetti bulgari fanno parte del continuum dialettale delle lingue slave meridionali. Ad ovest essi sono collegati con i dialetti serbi, a sud con quelli albanesi, quelli greci e quelli turchi e a nord con i dialetti rumeni.
Nella vecchia letteratura linguistica i dialetti della lingua macedone vengono classificati come una varietà di quelli bulgari, e la linguistica bulgara continua a considerarli come tali. Alla seconda metà del XX secolo alcuni autori stranieri hanno adottato la convenzione di trattare i dialetti macedoni all'interno della Macedonia del Nord come parte di una lingua macedone separata, seguendo la codificazione della lingua macedone come lingua letteraria standard all'interno della Repubblica Socialista di Macedonia. La maggior parte dei linguisti moderni continua a considerare i dialetti macedoni dialetti specificamente bulgari. Gli autori nordmacedoni invece, tendono a considerare tutti i dialetti parlati nell'area geografica della Macedonia parte della norma letteraria macedone, compresi quelli parlati all'interno dei confini della Bulgaria. In questo articolo i dialetti macedoni vengono considerati parte dei dialetti bulgari a causa della loro stretta somiglianza strutturale e per il fatto che molti dei confini importanti, come il confine jat - la più importante isoglossa dialettale bulgara, l'isoglossa della grande ious (ѫ), ecc., attraversano entrambi i territori – sia la Bulgaria, sia la Macedonia del Nord e la Grecia.
L'isoglossa principale che divide i dialetti bulgari in orientali e occidentali è il confine jat, che segna le varie modifiche della forma bulgara antica ят (ѣ), pronunciata come я ['a] o е ad est (бял (bianco), ma бели (bianchi,e)) e solo come e a ovest di еssa (бел, бели).

## Gruppi dialettali
Soltanto nelle regioni montuose i confini tra i dialetti sono relativamente netti. Nelle restanti zone la popolazione locale si mescola con quella straniera, e questa mescolanza è iniziata diversi secoli fa. Tuttavia i dialetti bulgari potrebbero, seppur approssimativamente, essere suddivisi come segue (là dove vengono indicati i nomi delle città, vengono presi in considerazione solo le aree della rispettiva città):
- Dialetti bulgari orientali (a est del confine jat)
  - Dialetti della Mesia (in passato tutta la Pianura danubiana dal Mar Nero al fiume Iskăr, attualmente solo in alcuni luoghi isolati)
    - Dialetti di Šumen (l'aria di Šumen)
    - Dialetti di Razgrad (in alcuni luoghi vicino a Razgrad, Popovo, Belene, Ruse, Tutrakan e Silistra)

  - Dialetti balcanici
    - Dialetto dei Balcani centrali (le aree di Loveč, Trojan, Gabrovo, Sevlievo, Trjavna, Karlovo, Kazanlăk, i villaggi ortodossi lungo il corso centrale del fiume Strjama, ad esempio Răẑevo)
    - Dialetto di Kotel-Elena-Drjanovo (Kotel, Elena, Drjanovo, mescolato con altri dialetti)
    - Dialetto di Panagjurište (Panagjurište)
    - Dialetto di Pirdop (sebbene Pirdop si trovi a est del confine jat, questo dialetto presenta principalmente caratteristiche occidentali)
    - Dialetto di Teteven (Teteven)
    - Dialetto dei Balcani orientali (di Erkeč) (un tempo solo nei villaggi di Kozičino e Golica, ora in diversi luoghi lungo il corso inferiore del fiume Kamčia e vicino a Varna, Provadia, Novi Pazar, Balčik, Silistra)
    - Dialetto subbalcanico (le aree di Sliven, Jambol, Burgas, Nova Zagora, Stara Zagora, Čirpan)
    - Dialetti balcanici di transizione (i villaggi vicino a Lukovit e a nord di Elena)

  - Dialetti dei Rupi
    - Dialetti dei Rupi orientali
      - Dialetto di Strandža (Strandža, l'area di Malko Tărnovo)
      - Dialetto tracio (le aree di Părvomaj, Haskovo, Harmanli, Svilengrad, Topolovgrad ed Elhovo)

    - Dialetto dei Rodopi
      - Dialetto di Smoljan (Smoljan, Rudozem, Xanthi, Komotini)
      - Dialetti di Široka lăka (i villaggi Široka lăka, Vărbovo e Stojkite)
      - Dialetti di Hvojna (i villaggi Hvojna, Pavelsko, Bačkovo, Narečenski bani, Dedovo, Malevo, Orjahovo ed altri)
      - Dialetti di Čepin (Velingrad, Rakitovo e i villaggi Draginovo, Dorkovo e Kostadinovo)
      - Dialetto dei pavlikjani (i cattolici bulgari vicino a Plovdiv, Rakovski, Svištov, Nicopoli)
      - Dialetto di Zlatograd (Zlatograd e i villaggi Starčevo, Nedelino ed altri)

    - Dialetti dei Rupi occidentali (all'ovest dei Monti Rodopi fino al confine jat)
      - Dialetto di Babjak (i villaggi Babjak, Kraište, Ljutovo, Cvetino ed altri)
      - Dialetto di Razlog (l'area di Razlog)
      - Dialetto di Goce Delčev (la provincia di Goce Delčev)
      - Dialetto di Drama e Serres (Drama e Serres)
      - Dialetto di Salonicco (l'unità periferica di Salonicco)
- Dialetti bulgari occidentali (all'ovest del confine jat)
  - Dialetti nord-occidentali
    - Dialetti occidentali mesiani antichi
      - Dialetto di Bjala Slatina e di Pleven (l'area di Bjala Slatina, l'area di Pleven occidentale, sebbene sia all'ovest del confine jat, questo dialetto presenta una serie di caratteristiche orientali)
      - Dialletto di Vidin-Lom (le aree di Vidin e di Lom)

    - Dialetti torlacchi
      - Dialetto di Trăn (l'area di Trăn)
      - Dialetto di Breznik (Graovo)
      - Dialetto di Belogradčik (l'area di Belogradčik, migranti nelle aree di Vidin e di Lom)
      - Dialetto di Dimitrovgrad (Dimitrovgrad)
      - Dialetto di Bosilegrad (Bosilegrad)
      - I dialetti attorno a Kriva Palanka, Kratovo e Kumanovo, che nella dialettologia nordmacedone sono chiamati dialetti settentrionali

  - Dialetti sud-occidentali
    - Gruppo settentrionale dei dialetto sud-occidentali
      - Dialetto di Botevgrad (le aree di Botevgrad e Etropolsko pole)
      - Dialetto di Vraca (i villaggi attorno a Vraca)
      - Dialetto di Ihtiman (il bacino di Ihtiman, lungo il fiume Evros arriva fino a Pazardžik)
      - Dialetto di Elin Pelin (la parte orientale del bacino di Sofia)
      - Dialetto di Sofia (la parte occidentale del bacino di Sofia)
      - Dialetto di Samokov (il bacino di Samokov)

    - Gruppo centrale dei dialetti sud-occidentali
      - Dialetto di Dupnica (il bacino di Dupnica e Razmetanica)
      - Dialetto di Kjustendil (il bacino di Kjustendil)
      - Dialetto di Blagoebgrad (l'area di Blagoevgrad)
      - Dialetto di Petric (l'aree di Petrič e Sandanski)
      - Dialetto di Malaševci (Delčevo, Pehčevo, Berovo, Radoviš, Strumica, Štip)
      - Dialetti mediomacedoni
        - Dialetto di Veles (Veles)
        - Dialetto di Prilep-Mariovo (le aree di Tikveš, Mariovo e l'area di Prilep)
        - Dialetto di Bitola (Bitola)

    - Dialetti torlacchi sud-occidentali
      - Dialetto di Pianec (l'area di Pianec)
      - Dialetto di Kamenica (l'area di Kamenica)
      - Dialetto di Kraište (l'area di Kjustendilsko Kraište)

    - Dialetti estremi sud-occidentali
      - Dialetto del Basso Vardar
        - Dialetto di Gevgelija (Gevgelija)
        - Dialetto di Dojran (Dojran)
        - Dialetto di Klkis-Voden (Kilkis, Giannitsa, Edessa)

      - Dialetto di Debar (bacino di Debar, Župa, Golo bărdo, Drimkol, Gorna reka, Dolna reka)
      - Dialetto di Ocrida-Struga (Ocrida, Struga)
      - Dialetto di Prespa (Gorna Prespa e Dolna Prespa)
      - Dialetto di Korcan (Boboštica e Drenovo, vicino a Coriza)
      - Dialetto di Kostur (Korešta, Popole, Nestarmsko, Kostenaria)
      - Dialetto di Florina (Florina)
- Dialetto bulgaro degli immigrati bulgari che vivono al di fuori dei confini dell'area linguistica bulgara
  - Dialetti bulgari nell'ex Unione Sovietica
  - Dialetti bulgari in Romania
    - dialetto dei bulgari del Banato
    - dialetti dei bulgari in Valacchia
    - dialetto dei bulgari in Transilvania

  - Dialetti bulgari in Anatolia

Secondo la mappa della divisione dialettale della lingua bulgara, compilata nel 2014 dalla Sezione di Dialettologia e Geografia Linguistica dell'Istituto per la lingua bulgara presso l'Accademia bulgara delle scienze, sul territorio del territorio linguistico bulgaro esisterebbero i seguenti dialetti:
- Dialetti bulgari orientali 
  - Dialetti nord-orientali
    - Dialetti mesiani (della Mesia orientale)
      - Dialetto di Šumen (o dialetto di Pliska-Preslav)
      - Dialetto di Sărtovci
      - Dialetto di Greben
      - Dialetto di Kapana

    - Dialetti balcanici
      - Dialetto balcanico centrale (o dialetto di Gabrovo-Loveč-Trojan)
      - Dialetto di Kotel-Elena-Drjanovo
      - Dialetto di Erkeč (Kozičino)
      - Dialetto di Pirdop
      - Dialetto di Panagjurište
      - Dialetto di Teteven

    - Dialetti sub-balcanici
      - Dialetto sub-balcanico occidentale
      - Dialetto sub-balcanico orientale (di Sliven)

  - Dialetti sud-orientali
    - Dialetto del Rupi orientale (Strandža)
      - Dialetto di Strandža
      - Gruppo dialettale di Fakija

    - Dialetto del Rupi orientale (tracio)
      - Dialetto di Xanthi
      - Dialetto di Didymoteicho
      - Dialetto di Sofia
      - Dialetto di Alessandropoli
      - Dialetto di Edirne
      - Dialetto di Lozengrad
      - Dialetti della Tracia settentrionale
      - Dialetto di Babjak
      - Dialetto di Uzunköprü
      - Dialetto di Kešan
      - Dialetto di Pınarhisar
      - Dialetto di Visenna
      - Dialetto di Çatalca
      - Dialetto dell'Anatolia

    - Dialetti del Rupi medi (dei Monti Rodopi)
      - Dialetto di Smoljan (dei Monti Rodopi centrali)
      - Dialetto di Široka lăka
      - Dialetto di Hvojna (dialetto di Ropkata)
      - Dialetto di Zlatograd
      - Dialetto paulichiano
      - Dialetto di Tihomir
      - Dialetto di Devesilci
      - Dialetto di Čepinci
      - Dialetto di Čečo

    - Dialetto del Rupi occidentale
      - Dialetto di Salonicco
      - Dialetto di Drama
      - Dialetto di Serres
      - Dialetto di Goce Delčev
      - Dialetto di Razlog
      - Dialetto di Babjas
- Dialetti bulgari occidentali
  - Dialetti nord-occidentali
    - Dialetti nord-occidentali proprii (mesiani occidentali)
      - Dialetto di Bjala Slatina-Pleven
      - Dialetto di Vidin-Lom
      - Dialetto di Sofia occidentale

    - Dialetti nord-occidentali estremi
      - Dialetto di Belogradčik
      - Dialetti moravi
      - Dialetto di Dimitrovgrad
      - Dialetto di Breznik
      - Dialetto di Štip
      - Dialetto di Bosilegrad
      - Dialetto di Kumanovo-Kratovo
      - Dialetto di Skopje-Carna gora
      - Dialetto di Tetovo

  - Dialetti sud-occidentali 
    - Dialetti sud-occidentali propri 
      - Dialetto di Veles-Prilep-Bitola
      - Dialetto di Mariovo
      - Dialetto di Negotinovo
      - Dialetto di Štip-Radoviš
      - Dialetto di Blagoevgrad
      - Dialetto di Kjustendil
      - Dialetto di Dupnica
      - Dialetto di Samokov
      - Dialetto di Ihtiman
      - Dialetto di Sofia orientale (di Elin Pelin)
      - Dialetto di Botevgrad
      - Dialetto di Vraca

    - Dialetti estremi sud-occidentali 
      - Dialetto di Gevgelija
      - Dialetto di Kukuš-Edessa
      - Dialetto di Kastoria
      - Dialetto di Florina
      - Dialetto di Kočani
      - Dialetto di Prespa
      - Dialetto di Radozevo-Vevčani
      - Dialetto di Ocrida-Struga
      - Dialetto di Debаr
      - Dialetto recano (i villaggi di Žirovnica, Viduše e Boletin)
      - Dialetto di Gostivar

  - Altri
    - Dialetto di Goran (parte dell'estremo nord-occidentale e dell'estremo sud-occidentale).

## Classificazioni
La categoria morfologica determinatezza/indeterminatezza è una delle caratteristiche tipologiche della lingua bulgara. Numerosi sono gli sviluppi scientifici al riguardo, relativi alla lingua letteraria, ma è di grande importanza anche per le ricerche a livello dialettale. Diversi dialetti differiscono nell'articolo determinativo e nei tipi di sistemi di articoli.